# Jánovce
Jánovce es un municipio del distrito de Poprad en la región de Prešov, Eslovaquia, con una población estimada a final del año 2024 de 1773 habitantes.
Se encuentra ubicado al oeste de la región, cerca del río Poprad (cuenca hidrográfica del río Vístula) y de la frontera con la región de Žilina.

## Demografía
| Año        | 1994 | 2004     | 2014     | 2024     |
| ---------- | ---- | -------- | -------- | -------- |
| Población  | 996  | 1176     | 1593     | 1773     |
| Diferencia |      | +18,07 % | +35,45 % | +11,29 % |

| Año        | 2023 | 2024    |
| ---------- | ---- | ------- |
| Población  | 1738 | 1773    |
| Diferencia |      | +2,01 % |